# Jah9
Janine Elizabeth Cunningham (Montego Bay, 23 de maio de 1983), mais conhecida como Jah9, é uma cantora jamaicana de dub, reggae e dancehall.

## Biografia
Jah9 nasceu em Montego Bay em Saint James, Jamaica. Seu pai era pastor evangélico e sua mãe era professora e assistente social. Ela passou grande parte de sua infância em Falmouth, Trelawny. Em 1991, a família mudou-se para Kingston. Depois de um período na universidade ela percebeu sua paixão pela música. Sua música é considerada como "jazz no dub", porque sua voz é influenciada por Nina Simone e Billie Holiday, em parte combinada com o som dancehall de Sizzla e os ritmos dub potentes, semelhantes aos de Augustus Pablo. Em 2013 Jah9 lançou seu primeiro álbum, New Name. Ela já gravou três álbuns com a gravadora VP Records: New Name (2013), 9 (2016) e o mais recente, Note to Self, lançado em 13 de março de 2020.

## Discografia

### Álbuns
- New Name (2013)
- 9 (2016)
- Mad Professor Meets Jah9 in the Midst of the Storm (2017)
- Note to Self (2020)